# Chastel-Marlhac
Chastel-Marlhac est l'ancien chef-lieu de la commune du Monteil. C'est aussi le site d'une citadelle antique (l'ancien oppidum Meroliacense) qui se trouve en partie sur la commune de Vebret, dans le département du Cantal, en France.

## Le site
Plateau basaltique isolé, d'environ 1 000 m de long sur 800 m de large, avec un front de prismes basaltiques d'environ 25 à 30 m de haut et un lac (asséché) correspondant au site de Meroliacum décrit par Grégoire de Tours dans L'histoire des Francs :
« Ce lieu, fortifié par la nature, était assis sur un rocher taillé à pic ; un escarpement de cent pieds et plus de haut en formait l'enceinte ; au milieu il y avait un grand lac d'eau limpide, très agréable à boire. De l'autre part sourdaient des sources assez abondantes pour former un cours d'eau vive qui s'échappait par la porte. La place était si vaste que ceux qui l'habitaient cultivaient la terre dans l'intérieur des murs et récoltaient des fruits en abondance. »
Le site est de création ancienne, ancien camp retranché rappelant les oppida gaulois.
La vue du haut du plateau domine la vallée de la Sumène, avec la continuité des maisons que constituent Vebret et ses hameaux de Couchal, les Lempradets et Montpigot ; sur la droite les gorges du Violon, La Monselie et Antignac ; au loin les monts du Cantal ; en face le Cézallier et l'Artense jusqu'au Puy de Sancy, les Orgues de Bort et, à perte de vue, le plateau granitique du Limousin.

## Toponymie
La liste des noms attribués à Chastel-Marlhac au cours des siècles montre son occupation constante depuis le Moyen Âge.

Entre parenthèses, les noms des documents notables où le village est cité.
- Meroliacense castrum, VIe siècle

(Gregorii Turon. Histor. franc., L.III. cap.13)
- Chastel-Marlac, 1185
- Castelt Marlat, 1218
- Chastel-Marlhac ; Castrum Marlhalum, 1441
- Castrum Marlhaci, 1535
- Chastel Marilhac, 1607
- Marlhat, 1628
- Chastel Marlliac, 1658 )
- Chastel Marliac, 1668
- Chastel Merliac, 1686 ( état civ. de Trizac)
- Chastel Marlhat, 1744
- Chastel Marlat, 1786 (arch. dép.s. C, 1.45)
- Chastel Marsiac (Cassini)
- Chastel (État-Major)
- Chastel-Merlhac, 1855 (Dict. stat. du Cantal)

## Histoire

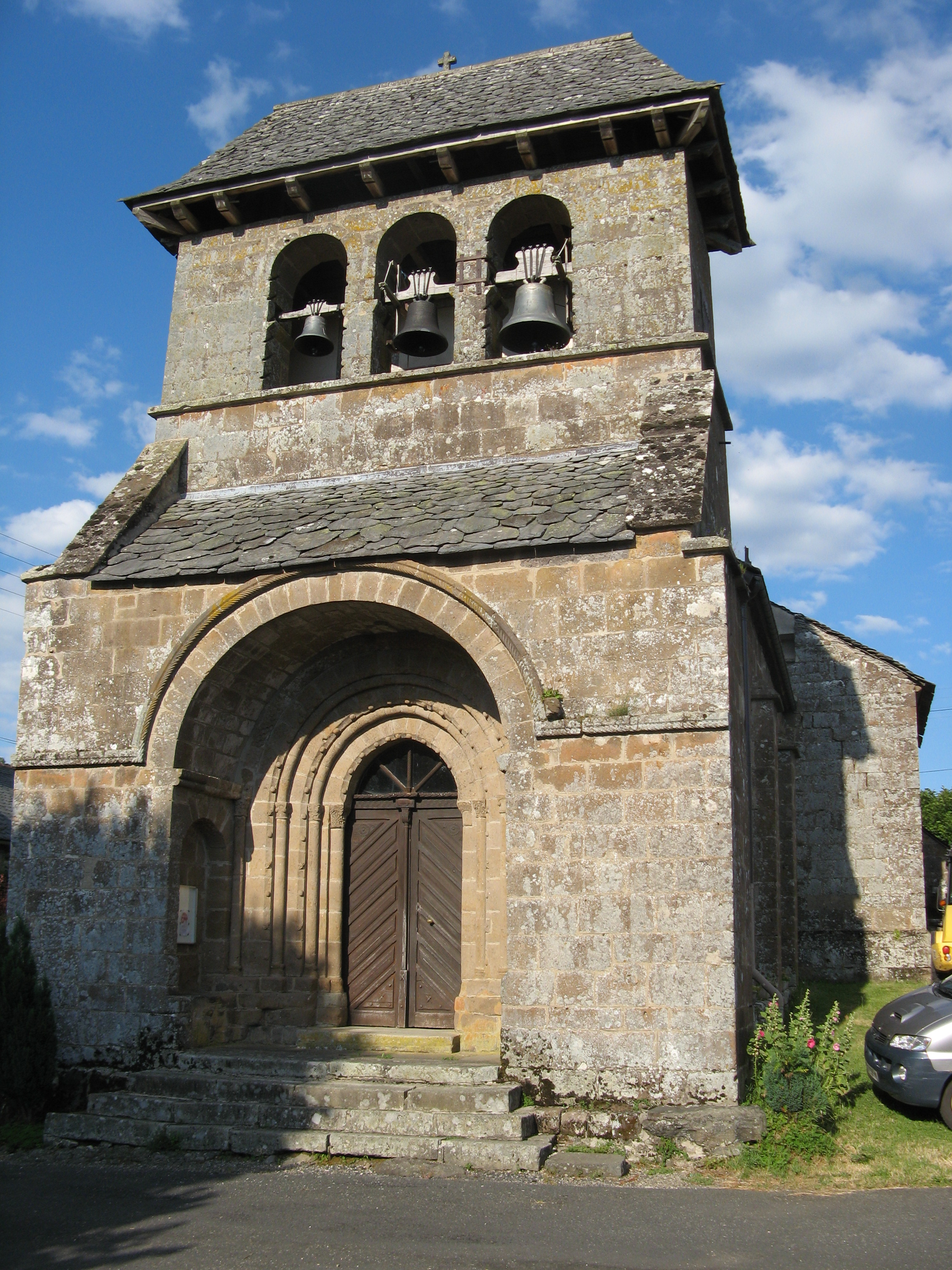
Église Saint-Victor-et-Sainte-Madeleine.

Thierry Ier (v.485-534), fils de Clovis, ne contrôla définitivement l'Auvergne qu'après la prise de Carlat en 508. Trois ans plus tard, après la mort de son père, il dut revenir dans le pays pour réprimer la révolte de deux chefs locaux : Basolus puis Arcadius. Il passe la Loire, franchit les Monts du Cantal et ne trouvera de résistance que devant le castrum de Meroliac où les chefs auvergnats se sont retranchés avec leurs trésors et une petite garnison de cinquante guerriers.
La seigneurie de Marlat n'a pas de rapport avec Chastel-Marlhac, c'est le nom d'un château sur la commune d'Auzers.

## Monument
L'église Saint-Victor-et-Sainte-Madeleine de Chastel-Marlhac située dans le hameau est un édifice du XIIe siècle inscrit à l'inventaire des monuments historiques depuis 1963.